# 5268 Černohorský
5268 Černohorský eller 1971 US1 är en asteroid i huvudbältet, som upptäcktes 26 oktober 1971 av den tjeckiske astronomen Luboš Kohoutek vid Bergedorf-observatoriet. Den har fått sitt namn efter Martin Cernohorský.
Asteroiden har en diameter på ungefär 9 kilometer.